# بلاكبول الشمالية وفليتوود (دائرة انتخابية في المملكة المتحدة)
بلاكبول الشمالية وفليتوود (بالإنجليزية: Blackpool North and Fleetwood)‏ هي إحدى الدوائر الانتخابية في المملكة المتحدة الممثلة في مجلس العموم في برلمان المملكة المتحدة.
عضو البرلمان الذي يمثلها حالياً هو :Mrs Joan Humble (Lab).